# 水山事件
水山事件（みずやまじけん）とは、朝鮮民主主義人民共和国によるスパイ事件。1973年（昭和46年）12月22日、愛知県警察摘発（検挙）。在日経験のある北朝鮮工作員の水山義夫こと金一東が在日朝鮮人を工作員として獲得し、日本国・大韓民国の政治・経済・軍事情報の収集、韓国国内のスパイ網の形成、北朝鮮との連絡ルートの設定などを行い、また、日本国旅券を不正に取得して日本人に成りすまし、北朝鮮との連絡のため日本を不法に出国しようとしていた諜報事件である。

## 概要
金一東は1940年（昭和15年）に日本統治下の朝鮮から日本本土に渡り、大阪工業学校電気科を中退したのち、兵庫県下や東京都内で土木作業員や工員などとして生活していたことのある人物である。北朝鮮で陸海運省収入審査官をしていたとき、金一東は北朝鮮当局より工作員として召喚され、およそ9カ月のスパイ訓練をほどこされたのち、
- 日本を活動拠点とする韓国スパイ網の形成と北朝鮮との連絡ルートの設定
- 韓国人留学生の獲得と北朝鮮への送り込み
- 日本および韓国の政治・経済・軍事情報の収集

などの密命を受け、1969年（昭和44年）10月1日、乱数表、暗号表、無線機、工作資金などを携行して青森県西津軽郡岩崎村（現、深浦町）付近の日本海に面した海岸から不法に入国した。
金一東は、密入国後、大阪府や三重県にアジトを設定し、愛知県名古屋市居住の在日朝鮮人を工作員として獲得、彼に他人名義の旅券を取得させたうえ、ドイツ民主共和国（旧東ドイツ）の北朝鮮大使館員とのコンタクトにあたらせていた。また、自身も北朝鮮当局より海外で接触する旨指示を受けており、他人名義の日本パスポートを不正に取得して密出国をくわだてた。
1973年12月22日、水山義夫こと金一東（当時47歳）が愛知県警察によって逮捕された。乱数表、暗号解読表、事業用計画書など諜報活動を裏づける資料が押収された。
1974年（昭和49年）3月5日、名古屋地方裁判所は金一東に対し、出入国管理令および外国人登録法違反、有印私文書偽造・同行使、旅券不実記載・同行使で懲役1年の判決を下した。金一東は、翌1975年（昭和50年）、大韓民国に亡命した。